# Dekbedovertrek

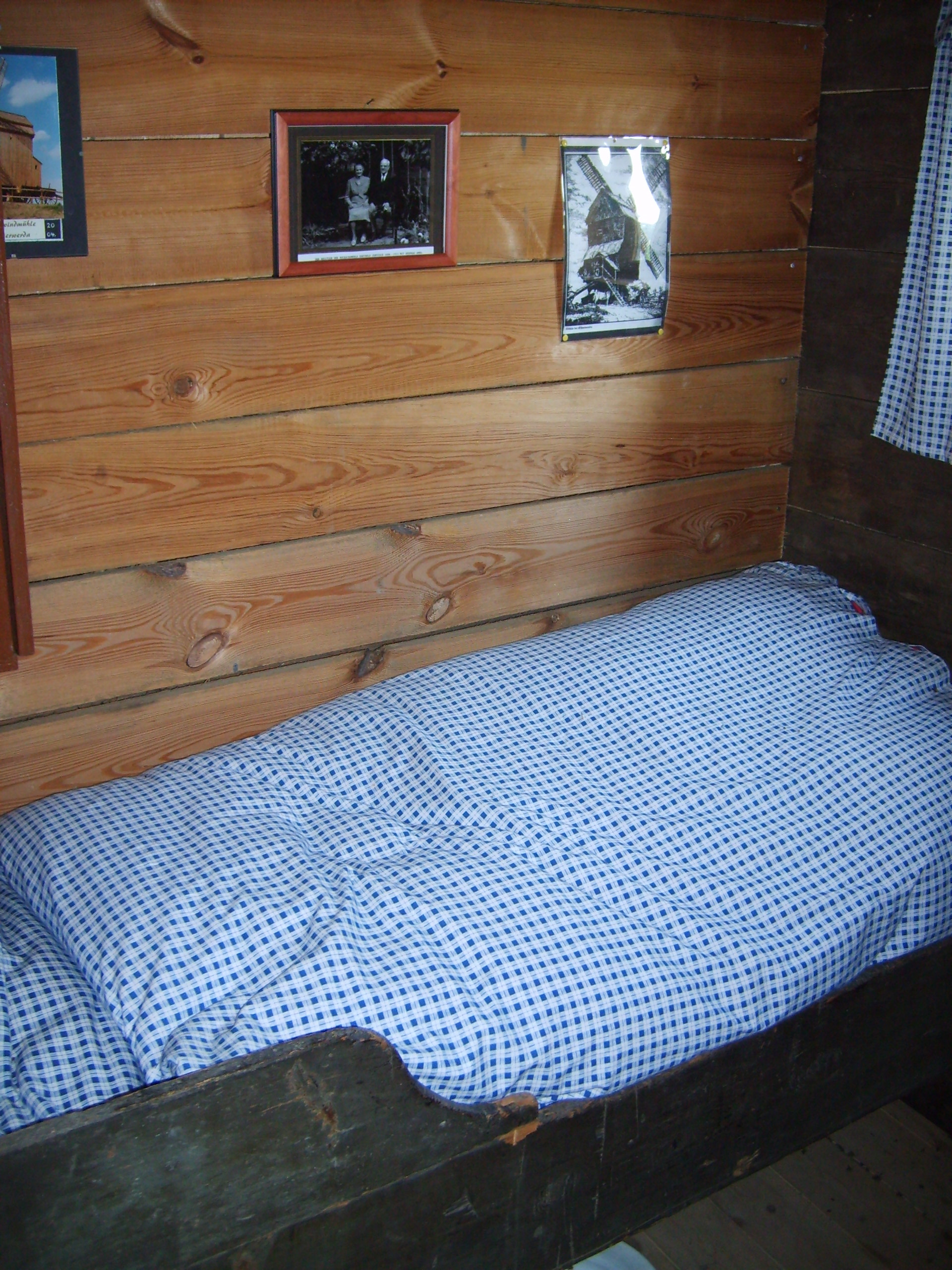
Opgemaakt bed met dekbedovertrek

Een dekbedovertrek of dekbedhoes is een soort zak van textiel die om een dekbed wordt gedaan, om te voorkomen dat het dekbed vuil wordt. Over het algemeen is het dekbedovertrek voorzien van een geprint dessin, en wordt er een kussensloop met hetzelfde dessin bij geleverd.
Dekbedovertrekken zijn in verschillende materialen beschikbaar. De meest gebruikelijke zijn: katoen satijn, katoen perkal en katoen percaline. Verder speelt de dichtheid ook een grote rol in de kwaliteit.
Wat lengtematen betreft zijn er per segment verschillende lengtes voor de dekbedovertrek:
- Voor het lage segment gaat het meestal om een lengte van 200 cm met een mini instopstrook van 60x100cm in het midden van de overtrek.
- Voor het middensegment is dat meestal 220 of 240 cm met 20 cm instopstrook over de hele breedte van de overtrek.
- Bij het hoge segment is dat meestal 260 of 270 cm met 40 cm instopstrook over de hele breedte van de overtrek.

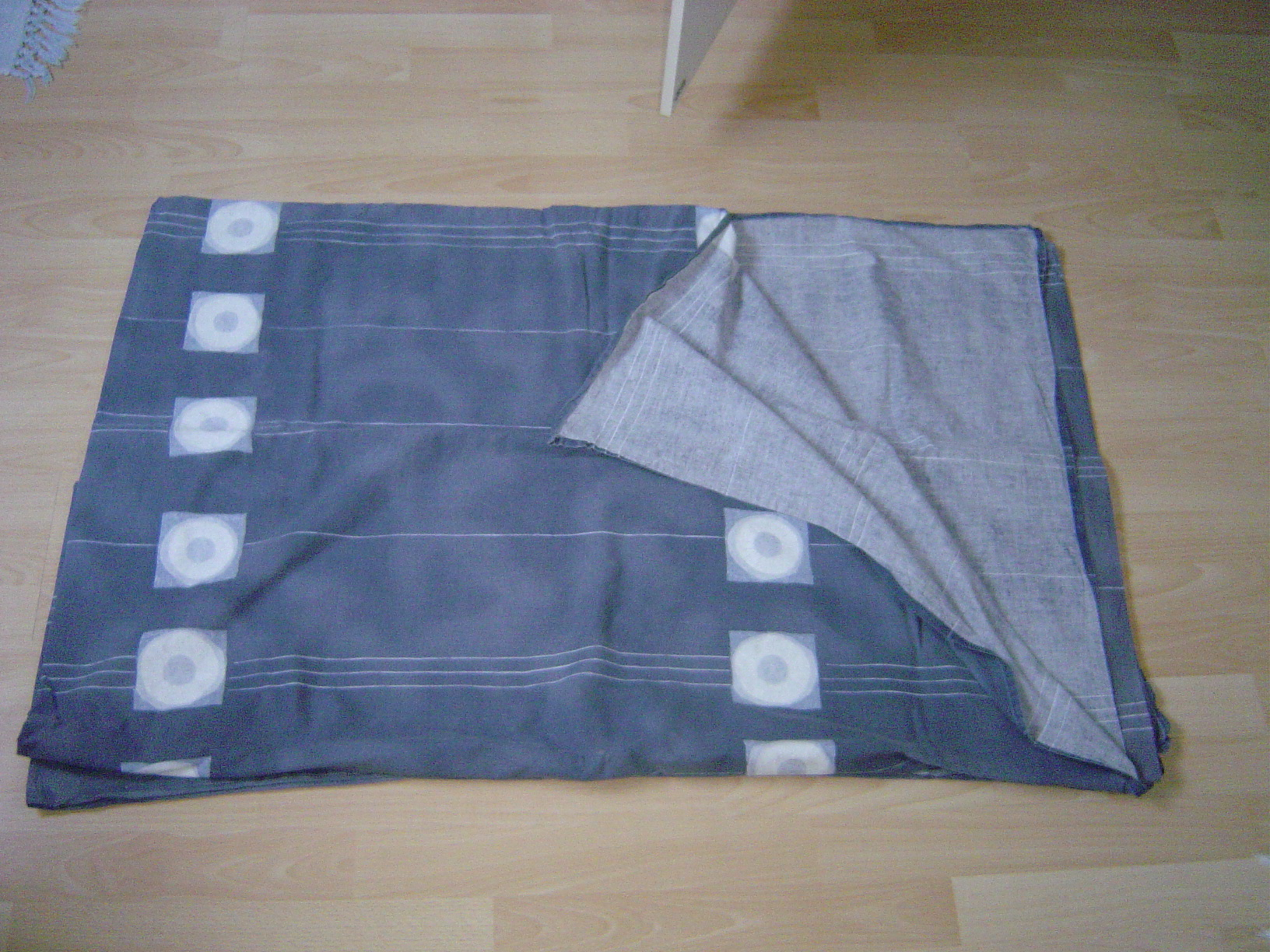
Opgevouwen dekbedovertrek